# 9903 Leonhardt
9903 Leonhardt là một tiểu hành tinh vành đai chính. Nó có quỹ đạo lệnh tâm là 0.245 và chu kỳ quỹ đạo là 5.40 năm. Leonhardt có vận tốc quỹ đạo trung bình khoảng 16.987 km/s và độ nghiên quỹ đạo là 1.68°.
Nó được phát hiện ngày 4 tháng 7 năm 1997 bởi Paul Comba ở Đài thiên văn Prescott. Tên chỉ định của nó là "1997 NA1", sau đó đổi thành "Leonhardt" theo tên của Gustav Leonhardt.